# Đề-bà-đạt-đa
Đề-bà-đạt-đa (sa. देवदत्त Devadatta) hoặc còn được phiên là Đề-bà-đạt-đâu, Địa-bà-đạt-đâu, Địa-bà-đạt-đâu, Đế-bà-đạt-đâu, còn được gọi gọn là Điều Đạt, dịch nghĩa là "Thiên Thụ" (trời trao). Ông là em họ của Thích-ca Mâu-ni Phật, từng gia nhập vào tăng đoàn của Phật, nhưng rồi về sau ông nảy sinh nhiều ý kiến mâu thuẫn, cuối cùng li khai khỏi tăng đoàn của Phật Thích Ca để thành lập tăng đoàn khác.
Trong quyển Đường Xưa Mây Trắng (Thích Nhất Hạnh), đã miêu tả Đề-bà-đạt-đa sớm bộc lộ tính cách có ít nhiều ác tính và hiếu thắng từ bé. Năm tám tuổi, Đề-bà-đạt-đa đã bắn trọng thương một chú chim thiên nga (chương 4 - Chim thiên nga trúng tên). May mắn thay, chú chim đã được cứu sống và chăm sóc bởi Siddhatta (là phật Thích-ca sau này). Năm mười ba tuổi, Đề-bà-đạt-đa đã tức giận đấm gục chú voi trắng - giải thưởng dành cho Siddhatta trong một đại hội thể thao - chỉ vì ghen tức với người anh; chi tiết này được thuật lại ở cuối chương 7 - Giải thưởng voi trắng.
Ở trong kinh điển Phật giáo Nguyên thủy, Đề-bà-đạt-đa là kẻ đã phạm vào 3 trong số Năm tội lớn (ngũ nghịch) là chia rẽ và phá hòa hợp tăng phản bội Phật giáo, làm Phật chảy máu và giết hại A la hán, ông là một nhân vật phản diện tuyệt đối. Do quả báo của ác nghiệp, Đề-bà-đạt-đa đã chết do đất rút và bị tái sinh vào địa ngục A Tỳ, chịu khổ hình rất lâu dài. Nhưng trước khi chết, Đề-bà-đạt-đa đã nói lời sám hối với Phật Thích Ca, và Phật Thích Ca đã tiên tri rằng sau 100.000 đại kiếp trái đất nữa, Đề-bà-đạt-đa sẽ trở thành một vị Phật Độc Giác.